# گردوویچی
گردوویچی (به صربی: Grdovići) یک منطقهٔ مسکونی در صربستان است که در آرییه واقع شده‌است. گردوویچی ۳٫۳۰ کیلومتر مربع مساحت و ۵۱۹ نفر جمعیت دارد و ۳۳۹ متر بالاتر از سطح دریا واقع شده‌است.